# Путтапарти
Путтапарти — город в округе Анантапур индийского штата Андхра-Прадеш, Индия. Главной достопримечательностью города является ашрам духовного учителя Сатья Саи Бабы. Создание ашрама дало огромный толчок для развитии местной экономики, в виде расширения сети гостиниц, строительства домов, ресторанов и магазинов, которые в большей степени посещают приезжающие в ашрам паломники.
Основными языками в Путтапарти являются телугу, тамильский, каннада, английский и хинди.

## Климат
Климат в целом жаркий и сухой в течение всего года, летние температуры в диапазоне от 34 °C — 42 °C (93F-108F) и зимой 22 °C — 27 °C (71F-80F), жаркие месяцы — с марта по июль, и более мягкий климат с ноября по январь.
«Юго-западный муссон играет важную роль в определении климата. Северо-восточный муссон приносит около одной трети от общего количества осадков. Небольшие осадки можно ожидать в июле и августе и потом с октября по декабрь.
Путтапарти находится на высоте 475 метров (1558 футов) над уровнем моря.